# Степові зорі
«Степові зорі» (рос. Степные зори) — радянська молодіжна стрічка 1953 року режисера Леона Саакова за однойменною повістю Бориса Бєдного. Стрічка не вийшла на екрани.

## Синопсис
У стрічці йдеться про життя передової комсомольської рільничої бригади, в яку після розподілення приїжджає молодий спеціаліст Варя (Ія Арепіна). 

## У ролях
- Ія Арепіна — Варя, головна роль
- Лев Фричинський — Степан, комсорг
- Микола Москаленко[ru] — Олексій
- Юрій Саранцев — Пшеніцин
- Борис Рунге — Гриша
- Римма Шорохова[ru] — Ольга
- Олександр Суснін — тракторист
- Павло Волков[ru] — Нестеренко
- Валентина Телегіна — Феодосія
- Ігор Безяєв — Філька-гармоніст
- Георгій Гумільовський[ru] — Павло Савелійович
- Володимир Уральський[ru] — дід Герасим
- Олександра Харитонова — епізодична роль
- Леонід Кміт — епізодична роль
- Катерина Савінова — епізодична роль
- Маргарита Жарова[ru] — епізодична роль
- Інеса Канашевська — Нюся
- Зінаїда Сорочинська[ru] — епізодична роль (немає у титрах)
- Лариса Матвєєнко — Катря (немає у титрах)

## Творча група
- Режисер-постановник: Леон Сааков[ru]
- Сценарист: Борис Бєдний[ru]
- Оператор-постановник: Юлій Кун[ru]
- Художник-постановник: Євген Черняєв
- Композитор: Анатолій Лєпін